# Bataille de Bouvines
Ne doit pas être confondu avec Le Dimanche de Bouvines ou Bataille de Bouvines, 27 juillet 1214.
Pour les articles homonymes, voir Bouvines (homonymie).
Conflit entre Capétiens et Plantagenêt - 
Guerre de 1213-1214
Batailles
- Fréteval (1194)
- Gisors (1198)
- Châlus-Chabrol (1199)

- Mirebeau (1202)
- Château-Gaillard (1203-1204)
- Rouen (1204)

- Damme (navale) (1213)
- Damme (terrestre) (1213)
- La Roche-aux-Moines (1214)
- Bouvines (1214)

- Lincoln (1217)
- Douvres (1217)
- Sandwich (1217)

- La Rochelle (1224)

- Taillebourg (1242)

La bataille de Bouvines se déroule le dimanche 27 juillet 1214 près du village éponyme, dans le comté de Flandre en France dans l'actuel département du Nord. Elle oppose les troupes royales françaises de Philippe Auguste, renforcées par quelques milices communales, soit environ 7 000 combattants, à une coalition menée par l’empereur du Saint-Empire Otton IV. Celle-ci est composée de princes et seigneurs flamands, allemands et français renforcés de contingents anglais et comporte environ 9 000 combattants,,.
La victoire est remportée par le roi de France et marque le début du déclin de la prédominance seigneuriale. Jean sans Terre, qui attaquait conjointement depuis la Saintonge, doit accepter le traité de Chinon et se retirer. Le 15 juin 1215, les barons anglais lui imposent la Grande Charte. Contraint de fuir, Otton IV est déposé et remplacé par Frédéric II.

## Contexte
La bataille est une des péripéties de la  Première guerre de Cent Ans qui oppose les Capétiens et les Plantagenêts aux XIIe et XIIIe siècles et plus précisément de l’affrontement entre le roi de France Philippe Auguste et le roi d’Angleterre Jean sans Terre. En 1202, Philippe Auguste condamne Jean sans Terre à la confiscation de l’ensemble de ses fiefs situés dans le royaume de France pour avoir refusé de donner la justice à l’un de ses vassaux. Philippe s’empare de la Normandie en 1204, puis des terres des pays de la Loire au cours des années suivantes. Après les campagnes victorieuses du roi de France, Jean sans Terre ne contrôle plus qu’une petite portion de territoire autour de l’Aquitaine.

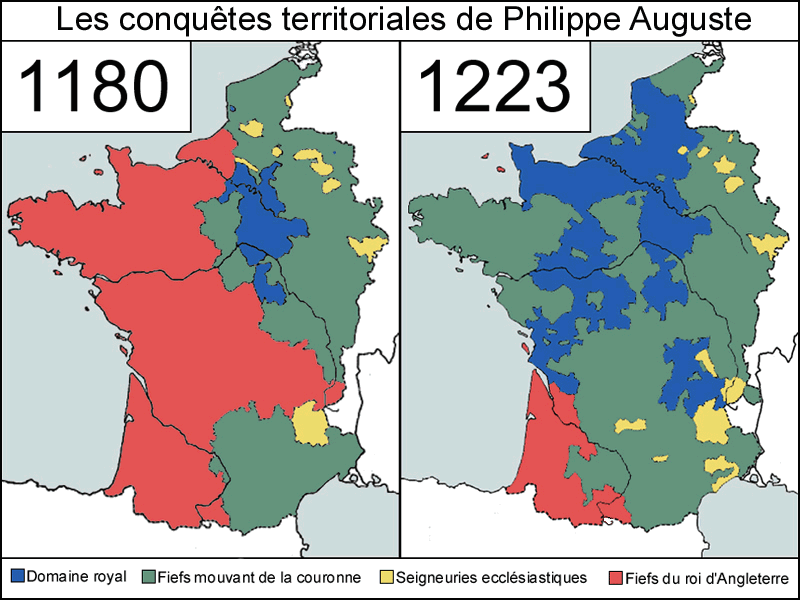
L’évolution du territoire sous Philippe Auguste (domaine royal en bleu).

En 1214, Jean sans Terre décide de s’emparer du royaume de France. Il réussit à monter contre Philippe Auguste une vaste coalition avec Renaud de Dammartin, comte de Boulogne, Guillaume Ier, comte de Hollande, le fils cadet du roi du Portugal, Ferrand, comte de Flandre, Henri Ier, duc de Brabant, Thiébaud Ier, duc de Lorraine, Henri III, duc de Limbourg, et surtout l’empereur romain germanique Otton IV. La plupart des seigneurs installés entre l’Escaut et le Rhin se joignent à cette coalition. L’année précédente, alors que Philippe guerroyait déjà contre le comte Ferrand, les Anglais avaient anéanti la flotte française dans le port de Damme (31 mai 1213). Les coalisés envisagent un plan d’invasion d’envergure, dans lequel les troupes anglaises de Jean sans Terre attaqueraient par La Rochelle et Otton et ses alliés à la tête d’une armée un peu plus nombreuse que celle de Philippe Auguste par le nord. En Flandre, le roi de France ne contrôle plus que les villes de Douai et de Cassel.
Philippe Auguste charge le prince Louis, futur roi Louis VIII, de garder la Loire avec une armée de 14 000 hommes. À l'annonce de la fuite de Jean sans Terre à la Roche-aux-Moines (2 juillet), Philippe décide de prendre l’initiative sur le front nord avec le reste de son armée, avant que les renforts lorrains et allemands ne rejoignent les troupes impériales.

## Avant la bataille, une préparation tactique
Otton arrive avec son armée le 12 juillet à Nivelle, où il fait sa jonction avec le comte Ferrand et se dirige vers Valenciennes, où il établit son camp. D'après la chronique de l'Anonyme de Béthune, frère Guérin serait venu négocier une trêve de quinze jours, et aurait, en échange d'argent, détaché les éléments les moins motivés, comme Waléran III de Limbourg et 700 chevaliers. La trêve semble ne pas être respectée.
Le 23 juillet, après avoir convoqué ses vassaux, ses arrière-vassaux et les milices des communes, Philippe Auguste et son armée, forte de 1 200 chevaliers, autant de sergents à cheval et de 4 500 à 5 000 piétons, quittent Péronne pour Douai et plantent l'oriflamme de Saint-Denis à Tournai le 26. Le roi entend couper ses ennemis des renforts en provenance d’Allemagne et tente de surprendre Otton par le nord-est.
L’empereur a vent de la manœuvre de Philippe Auguste et se déplace à Mortagne, à quelques lieues de l’armée royale. Après avoir observé l’armée d’Otton à deux lieues de distance, Philippe Auguste propose à ses généraux d’attaquer. Les barons, conscients de leur infériorité numérique, le lui déconseillent ; il décide de se replier sur Lille.
Otton et les siens suivent l’armée française qui se replie le dimanche 27 juillet. L'ost du roi de France doit alors traverser la rivière Marque, ce qui le place dans une position défavorable, étant poursuivi par les chevaliers flamands. La plus grande partie de l'ost a déjà franchi la rivière au moment de l'attaque, dont Philippe Auguste est averti. Après une prière, il fait demi-tour, et selon l'Anonyme de Béthune, peut engager la bataille dans un ordre plus favorable que ses adversaires, qui se retrouvent à combattre l'armée entière plutôt que son arrière-garde. Le récit de Guillaume le Breton suggère une organisation géométrique de la bataille avec l'usage des termes de "centre" et d'"ailes", mais cela ressemble à un procédé rhétorique visant à fabriquer une bataille rangée à l'antique, et faire de l'affrontement entre le roi et l'empereur un point central. Sa narration évoque plutôt une bataille sans stratégie d'ensemble : à la droite du roi, un combat de chevaliers et à gauche des combats sporadiques et confus.

## La bataille

### Les forces en présence

#### Effectifs et ordre de bataille
Si aujourd’hui encore, l’évaluation des forces en présence suscite des controverses — l’historiographie française classique fait souvent référence à des troupes coalisées trois fois plus nombreuses que celles du roi de France (Philippe Contamine n’est pas de cet avis : « En face, ses adversaires n’avaient pas une supériorité numérique évidente ») — on sait par Guillaume le Breton, chapelain de Philippe II présent à Bouvines, que les lignes de combattants se tenaient sur une ligne de « 2000 pas », ce qui ne laisse pas beaucoup de dégagement et prédispose au corps à corps. Guillaume le Breton ajoute dans sa chronique que « les deux lignes de combattants étaient séparées par un espace peu considérable ».

Position des armées sur le champ de bataille de Bouvines
Armée impériale
À l’extrême droite, appuyés à la Marque les archers anglais (A) et les routiers du Brabant (T) flanquaient les noblesses des deux Lorraines et du Palatinat (L).
Au centre l’infanterie allemande (I) formée de phalanges profondes, hérissées de piques et flanquée par des compagnies formées en coin, puis en deuxième ligne, l’infanterie saxonne (Sa) en réserve. Dans l’intervalle, se tenait Otton entouré de 50 chevaliers allemands.
À gauche, on trouve les soldats de la Flandre et du Hainaut du comte de Ferrand
Armée royale
L’aile droite du duc de Bourgogne (B) avec des hommes d’armes et des milices paroissiales de Bourgogne, de Champagne et de Picardie couverts par les sergents à cheval du Soissonnais (S).
Le centre se compose de l’infanterie des communes d’Île-de-France et de Normandie (N), en avant du roi et de ses chevaliers.
L’aile gauche est composée de la gendarmerie bretonne (Br), des milices de Dreux, du Perche, du Ponthieu et du Vimeux (D).
Le pont de Bouvines est gardé par 150 sergents d’armes du roi (R).

Philippe Auguste avait lancé un appel aux communes du nord de la France, afin d’obtenir leur concours.
Dix-sept des trente-neuf communes de l’État capétien répondent à l’appel :
- Arras envoie 1 000 miliciens ;
- la région d’Abbeville 2 000 hommes ;
- Paris envoie un corps de 2 000 hommes, dont 1 750 restent sur le champ de bataille[9].

Au total, l’armée royale atteindrait 7 000 combattants.

#### Disposition de l'armée royale
L’armée royale est divisée en trois batailles.
L’aile droite, composée de chevaliers champenois et bourguignons, est commandée par le duc Eudes de Bourgogne et ses lieutenants : l'évêque de Langres Guillaume II de Joinville, Gaucher III de Châtillon, comte de Saint-Pol, le comte Guillaume Ier de Sancerre, le comte de Beaumont, Mathieu de Montmorency et le vicomte Adam II de Melun. Cette aile droite est composée des hommes d’armes et des milices paroissiales de Bourgogne, de Champagne et de Picardie et couverte par les sergents à cheval du Soissonnais.
La bataille centrale est menée par Philippe Auguste et ses principaux chevaliers : Guillaume II des Barres, Barthélemy de Roye, Girard Scophe dit « Girard la Truie », Guillaume V de Garlande, Enguerrand III de Coucy, Étienne de Longchamps et Gauthier II de Nemours. Ce centre se composait de l’infanterie des communes d’Île-de-France et de la Normandie, en avant du roi et de ses chevaliers.
L’aile gauche, composée de chevaliers et de la piétaille, est emmenée par Robert II de Dreux et le comte Guillaume II de Ponthieu. Cette aile gauche est composée de la gendarmerie bretonne, des milices de Dreux, du Perche, du Comté de Ponthieu et du Vimeux. Le pont de Bouvines, unique moyen de retraite à travers les marécages, est gardé par 150 sergents d’armes du roi qui forment la seule réserve des troupes françaises.

#### Disposition des coalisés
Otton a également divisé son armée en trois groupes.
Le flanc gauche est sous les ordres du comte de Flandre et du Hainaut Ferrand avec ses chevaliers flamands — dirigés par Arnaud d'Audenarde. On y trouve les soldats de la Flandre et du Hainaut.
Le centre est sous le commandement d'Otton, celui de Thiébaud, duc de Lorraine, d’Henri, duc de Brabant, et du comte Philippe II de Courtenay-Namur : on y trouve des soldats saxons, des chevaliers et des fantassins brabançons et allemands.
Au centre, l’infanterie allemande est formée de phalanges profondes, hérissées de piques et flanquée par des compagnies formées en coin, puis en deuxième ligne, l’infanterie saxonne en réserve. Dans l’intervalle, se tenait Otton entouré de 50 chevaliers allemands.
Le flanc droit, sous les ordres de Renaud de Dammartin, comprend également de l’infanterie brabançonne et des chevaliers anglais — sous les ordres du comte de Salisbury Guillaume de Longuépée.
À l’extrême droite, appuyés à la Marque les archers anglais et les routiers du Brabant flanquaient les noblesses des deux Lorraines et du Palatinat.

### Déroulement de la bataille

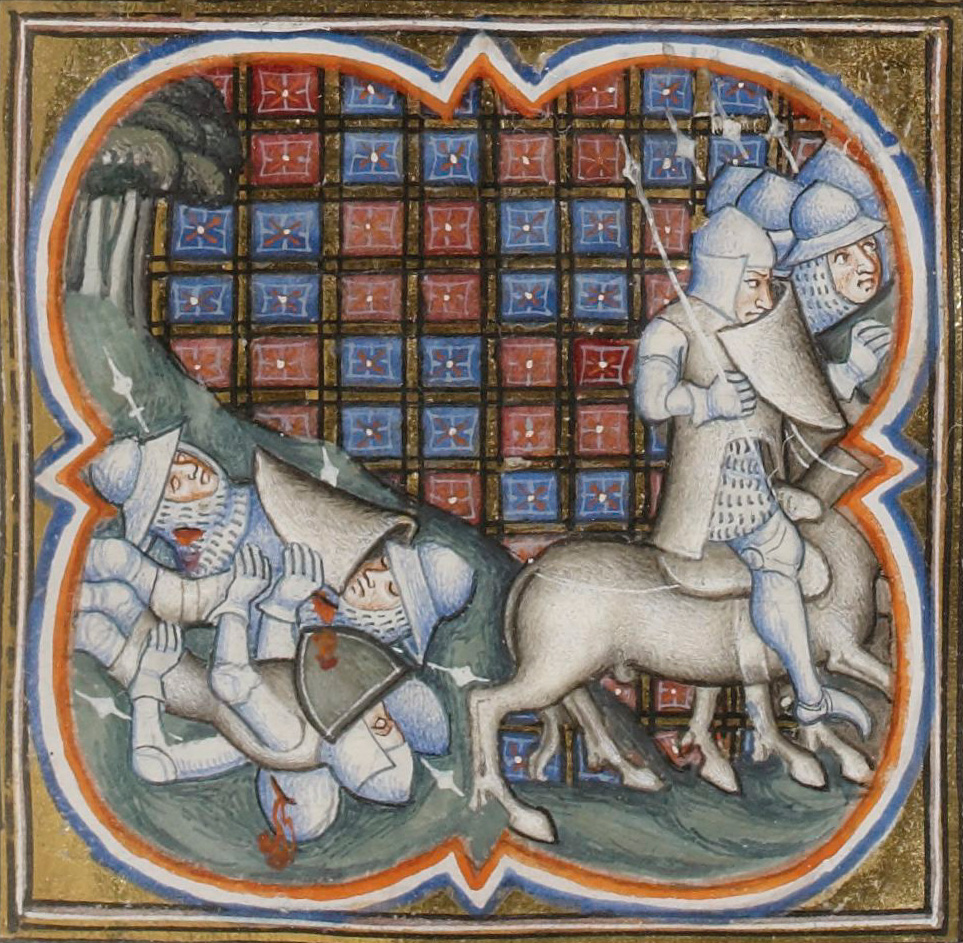
L’armée royale quittant le champ de bataille de Bouvines.
Enluminure des Grandes Chroniques de France de, vers 1370-1379. BnF, département des manuscrits, ms. Français 2813,.

Le roi Philippe Auguste, veillant à conserver le soutien de la papauté ainsi qu’à éviter les refus de transgresser un tabou religieux de la part de ses troupes, exclut l’hypothèse d’attaquer un dimanche, jour dédié à Dieu et non à la guerre, mais n’écarte pas l’idée de se défendre. C’est ainsi que le roi, en fin stratège, pousse les coalisés à attaquer.
Le premier choc fait s’affronter les forces d’Eudes de Bourgogne et l’aile gauche de l’armée d’Otton, commandée par Ferrand de Flandre.
L’affrontement au centre est en revanche initialement dominé par l’infanterie de l’empereur, qui cherche à tuer Philippe Auguste. Une partie des troupes coalisées de l’aile gauche se déporte au centre pour contribuer à 
la capture du roi de France. Sur l'aile gauche française, l'évêque de Beauvais, Philippe de Dreux, brise l'élan des troupes anglo-brabançonne en désarçonnant avec une masse d'armes Guillaume de Longue-Épée. Au centre, Enguerrand III de Coucy charge Otton, lance baissée, et le désarçonne. Au même moment, Philippe Auguste est à la merci des soldats allemands et ne doit son salut qu’à l’intervention in extremis de ses chevaliers qui abandonnent l’empereur et agitent l’oriflamme pour rassurer les combattants français, tandis que son chambellan Pierre Tristan lui fait un rempart de son corps.
Mais par contrecoup, une faille apparaît sur l’aile gauche des coalisés, ce qui facilite la percée de l’aile droite française, qui, à revers, surprend Ferrand. Les chevaliers chargent vigoureusement et au bout de quelques heures, Ferrand se rend. La capture de Ferrand consacre la déroute du flanc gauche d’Otton.
Au centre et à gauche, les gens d’armes d’Otton s’empilent systématiquement sur les blessés et les morts qui sont en ligne de front, et sur lesquels trébuchent ceux qui essaient de reculer sous la charge des Français. Ceux qui sont à l’arrière ne comprennent pas ce qui se passe devant. Ils commencent à voir des fuyards. C’est le début de la débandade sur une partie du front. Quelques instants plus tard, Otton manque à son tour de se faire tuer par les chevaliers français Guillaume des Barres et Girard La Truie. Il ne doit son salut qu’à sa fuite du champ de bataille, et, au-delà, à sa fuite sous déguisement.
Robert de Dreux est rapidement en difficulté avec son contingent. Ses troupes, d’abord enfoncées par les hommes conduits par Guillaume de Longue-Épée et Renaud de Dammartin, sont obligées de défendre le pont de Bouvines pied à pied. Une fois Guillaume de Longue-Épée capturé, ses soldats anglais prennent la fuite.
Mathieu II de Montmorency s’empare lui-même de douze bannières ennemies (en souvenir de cet exploit, le blason des Montmorency comportera douze alérions supplémentaires soit seize au total). Renaud de Dammartin, le dernier à résister farouchement sur le champ de bataille, finit par se rendre à la vue de la débandade générale de ses alliés.
La victoire de Philippe Auguste est totale, ses pertes en hommes minimes et une bonne partie des seigneurs coalisés sont prisonniers[Combien ?].

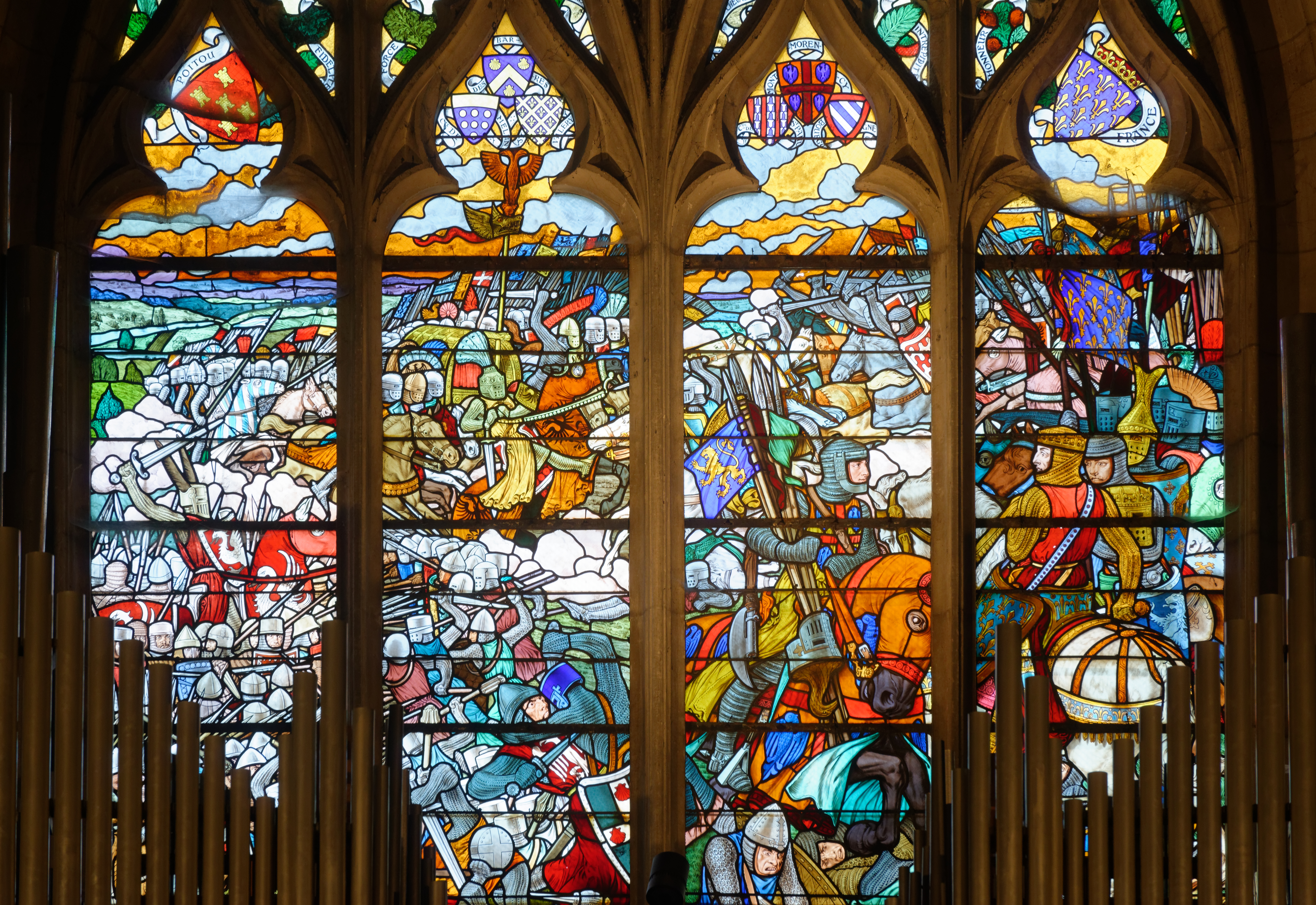
Vitraux de la Collégiale Saint-Martin de Montmorency rendant hommage aux faits d'armes de Mathieu II de Montmorency à Bouvines.

## Après la bataille, un bilan très positif pour le roi de France

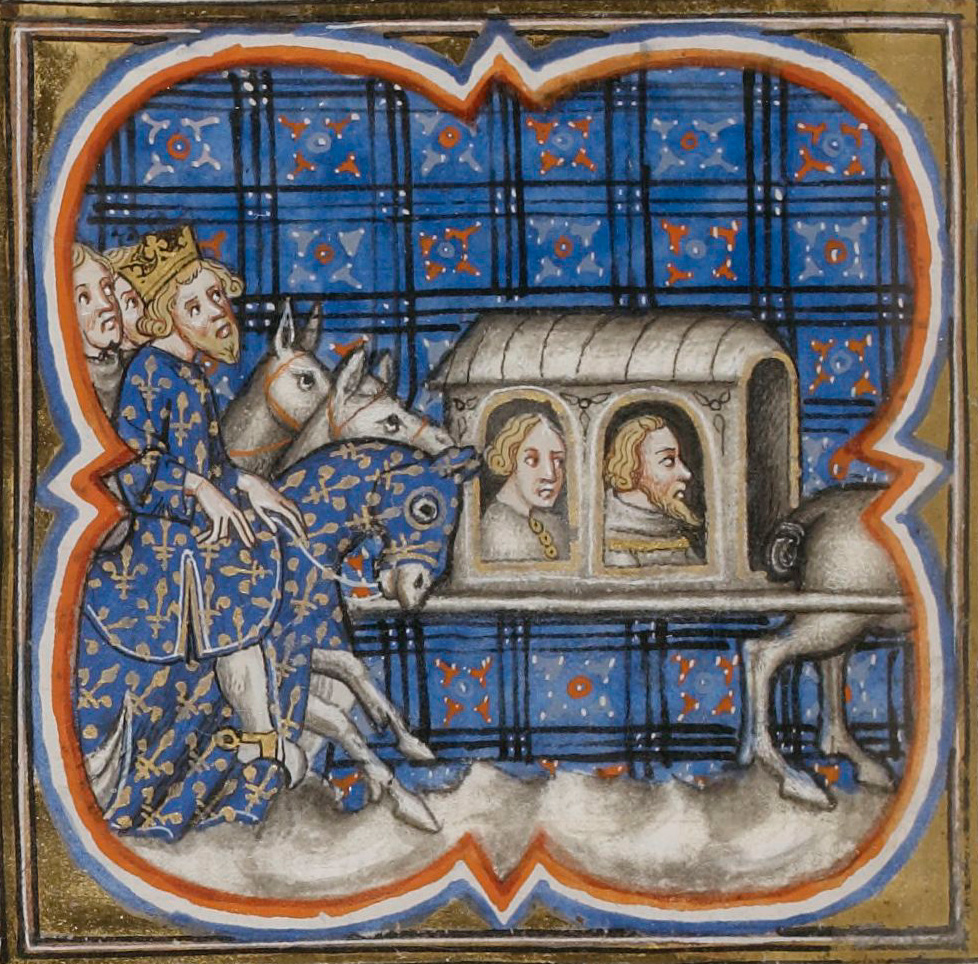
Après la bataille de Bouvines, Philippe Auguste ramène ses prisonniers Ferrand de Portugal, comte de Flandre, et Renaud, comte de Boulogne.
Enluminure des Grandes Chroniques de France de, vers 1370-1379. BnF, département des manuscrits, ms. Français 2813,.

Selon Jean Favier, Bouvines est « l’une des batailles décisives et symboliques de l’histoire de France ». Pour Philippe Contamine, « la bataille de Bouvines eut à la fois d’importantes conséquences et un grand retentissement ».
- Otton s’enfuit et perd sa couronne.
- Ferrand de Flandre passe quinze ans en prison au château du Louvre.
- Philippe Auguste confisque les terres de Renaud de Dammartin pour les donner à son fils Philippe Hurepel et marie celui-ci avec Mathilde de Dammartin, fille de Renaud. Celui-ci est emprisonné dans la forteresse du Goulet jusqu’à sa mort en 1227.
- Jean sans Terre doit accepter le traité de Chinon : dépossédé de la Normandie, du Maine, de l’Anjou, de la Touraine et de la Bretagne depuis 1206, Jean sans Terre cesse les hostilités contre la France et regagne l’Angleterre. Pour sauver sa couronne, il est contraint d’accorder à ses barons la Grande Charte (1215).

Du côté français, la dynastie capétienne sort renforcée tandis que les récentes acquisitions de Philippe Auguste sur Jean sans Terre sont consolidées. Contrairement à Jean sans Terre, Philippe Auguste est désormais l’arbitre incontesté au-dessus de ses barons. Le retour de Philippe Auguste à Paris est triomphal ; les festivités — qui durèrent six jours — seront exploitées par la monarchie pour en faire l’une des premières manifestations de l’unité nationale : Philippe Auguste écrit à l’université de Paris : « Louez Dieu !, car nous venons d’échapper au plus grave danger qui nous ait pu menacer… ».
Au lendemain de cette bataille, Philippe Auguste fonde, entre Senlis et Mont-l'Évêque, l’abbaye de la Victoire, qui sera intégrée au domaine de l'évêque de Senlis en 1486.

## Commémorations

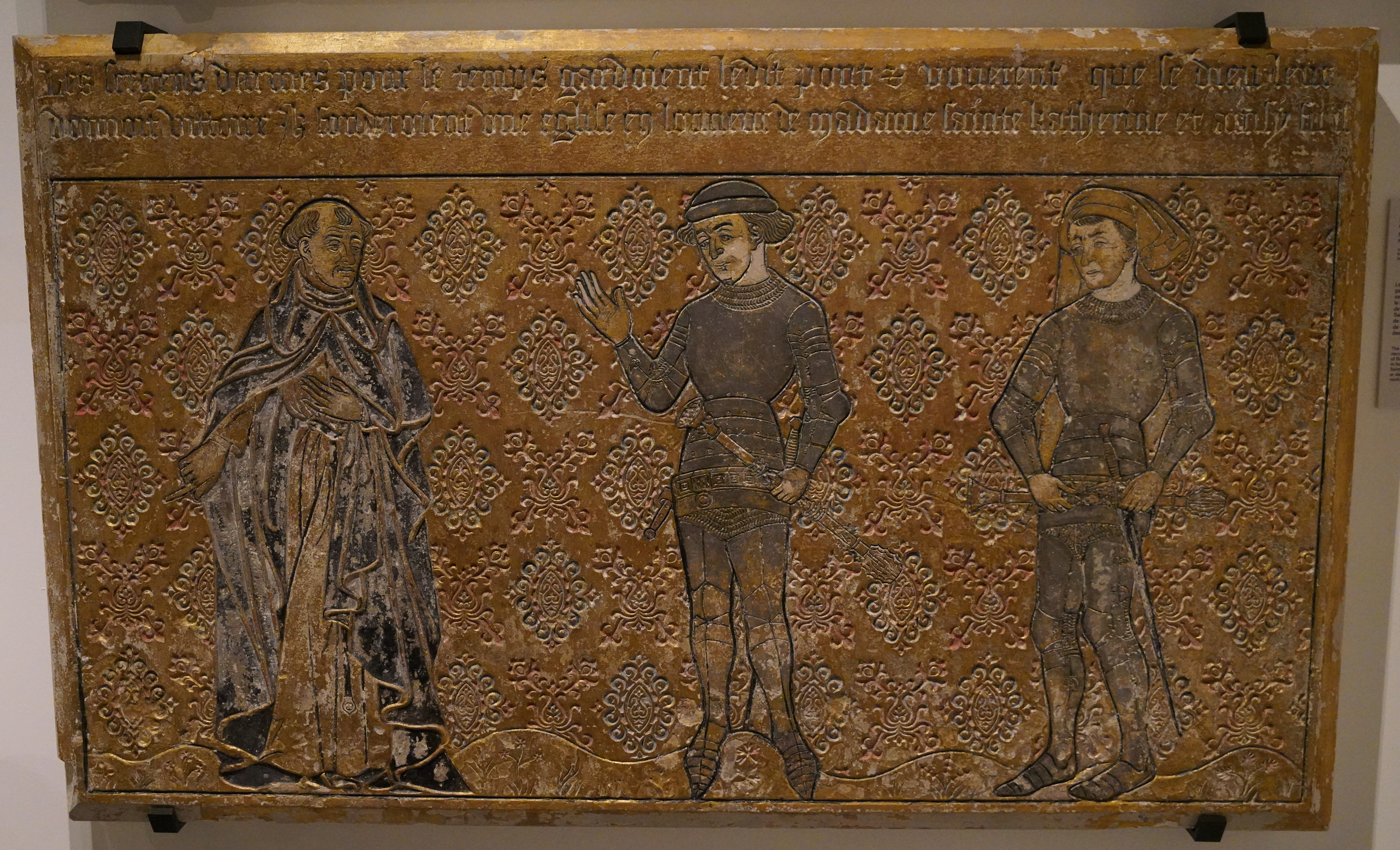
Les sergents de la garde du roi, fondant le Couvent Sainte-Catherine-du-Val-des-Écoliers en mémoire du combat du pont de Bouvines, pierre au musée Carnavalet. Auprès d'eux, probablement le Chancelier Guérin, qui contribua à la victoire. Légende : « Les sergents d'armes pour le temps gardoient ledit pont, et vouèrent que si Dieu leur donnoit victoire, ils fonderoient une église en l'honneur de madame saincte Katherine ; ainsi fust-il. »

La victoire de Bouvines a pris dans l'imaginaire collectif une signification particulière, un caractère sacré. Elle est présentée comme une sorte de jugement de Dieu entre les deux principaux adversaires, l'empereur et le roi de France, le premier excommunié pour avoir trahi le pape, le second réconcilié avec lui depuis peu. Le tableau d'Horace Vernet est une commande du roi Charles X pour les salles du Conseil d'Etat au Louvre. Par son sujet, il a trouvé une place de choix dans la galerie des Batailles de Versailles sous Louis-Philippe.
Au XIXe siècle, cette bataille devient le symbole de l'émergence de la nation française et du sentiment national. « Les historiens du XIXe siècle, notamment sous la monarchie de Juillet, ont vu dans ce mouvement une union du peuple et de la monarchie contre l'envahisseur étranger » explique ainsi l'historien français Bruno Galland.

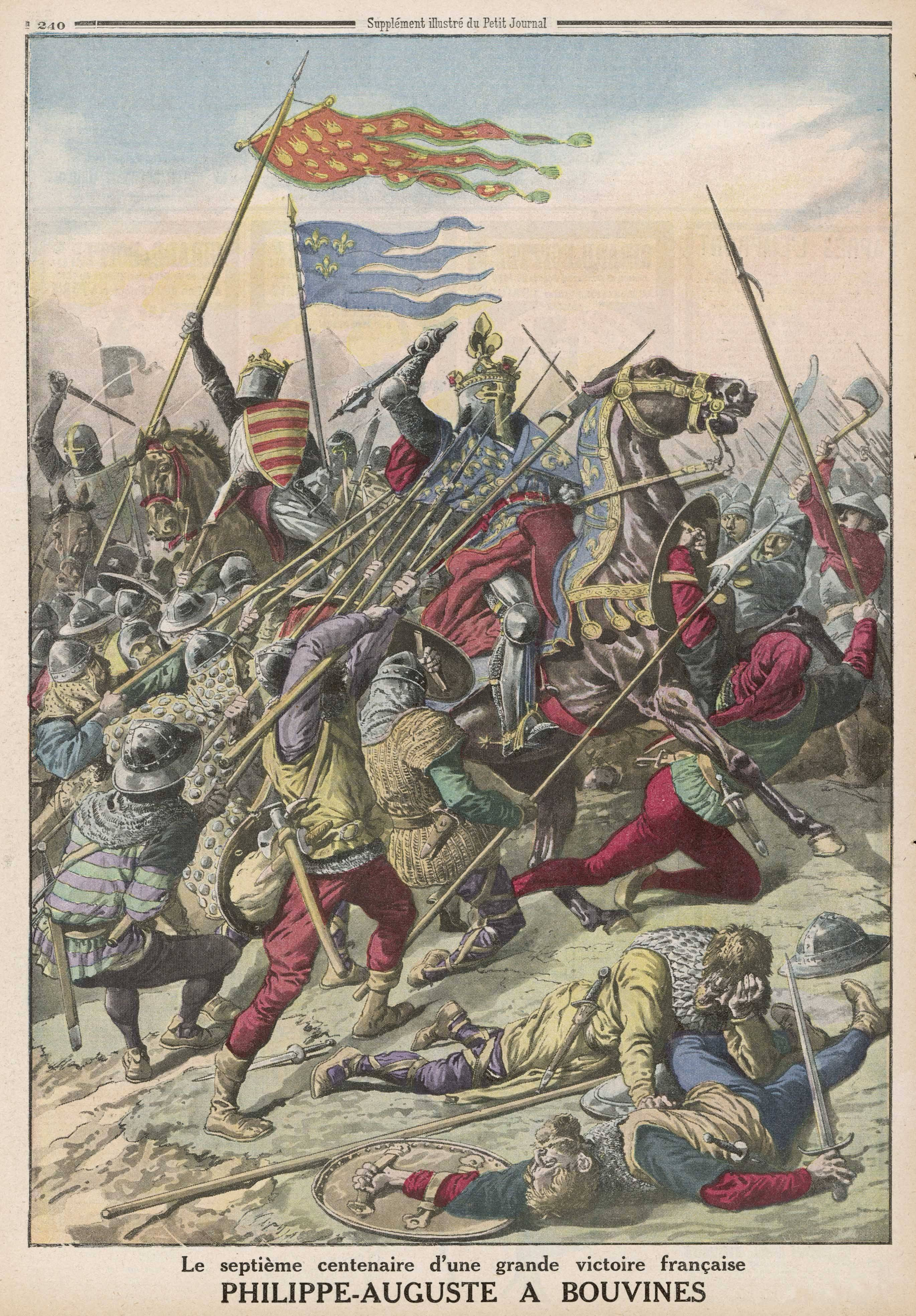
« Philippe-Auguste à Bouvines », illustration publiée dans le supplément illustré du Petit Journal, 26 juillet 1914.

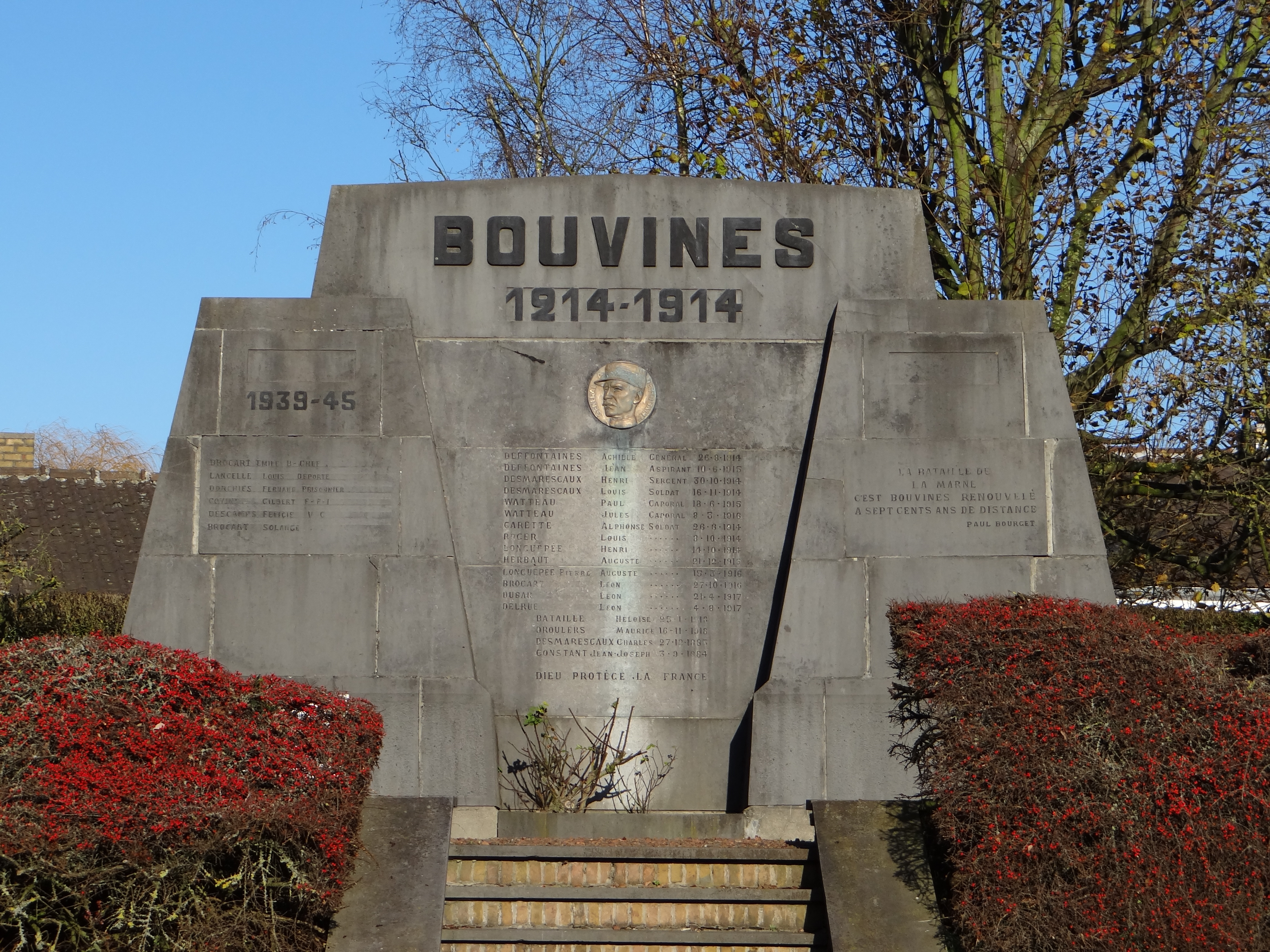
Monument aux morts de Bouvines.

En juillet 1914, une commémoration est organisée pour le 700e anniversaire de la bataille. Une souscription est lancée pour ériger un monument mais le déclenchement de la Première Guerre mondiale interrompt sa construction. Après-guerre, 
la stèle monumentale est reconvertie en monument aux morts de la commune. Le lien est néanmoins fait avec la bataille de Bouvines car le monument comporte, sous le mot « Bouvines », la mention des deux années, « 1214 - 1914 ». Y figure aussi une inscription de Paul Bourget : « La bataille de la Marne c’est Bouvines renouvelé à sept cents ans de distance. ».

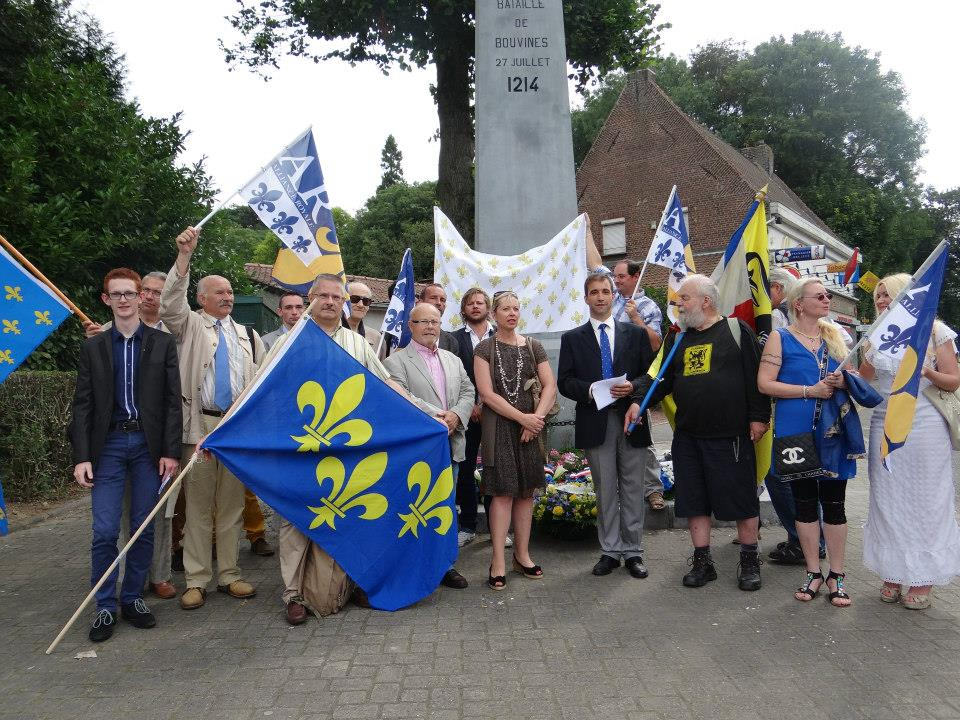
Sympathisants de l'Alliance royale réunis à l'occasion des 800 ans de la bataille de Bouvines (10 août 2014).

En 2014, la ville de Bouvines a créé un jeu de son et lumière pour les 800 ans de la bataille. Le texte a été écrit par Alain Streck et mis en scène par Émilie Tommasi. À cette occasion, le Tour de France 2014 passe par Bouvines, lors de la 5e étape. Le prétendant légitimiste Louis de Bourbon participe à la cérémonie officielle du 27 juillet 2014, en présence du prince Axel de Bourbon-Parme, du prince Charles-Emmanuel de Bauffremont-Courtenay et de son épouse, du comte de Beaumont-Beynac et du baron Hervé Pinoteau.
En 2015, une nouvelle association « Bouvines, l’aventure continue » est créée pour continuer à faire vivre le jeu de son et lumière retraçant la bataille. Le spectacle est reprogrammé pour le début du mois de juillet 2016 toujours écrit par Alain Streck et mis en scène par Manuela Dumortier. Plus d’une centaine de bénévoles présentent sur scène cette bataille historique débutant par le mariage de Jeanne de Flandre et Ferrand en 1212. Dans l’un de ses articles, la presse locale parle du « Puy-du-Fou du Nord ».

## La bataille dans les arts

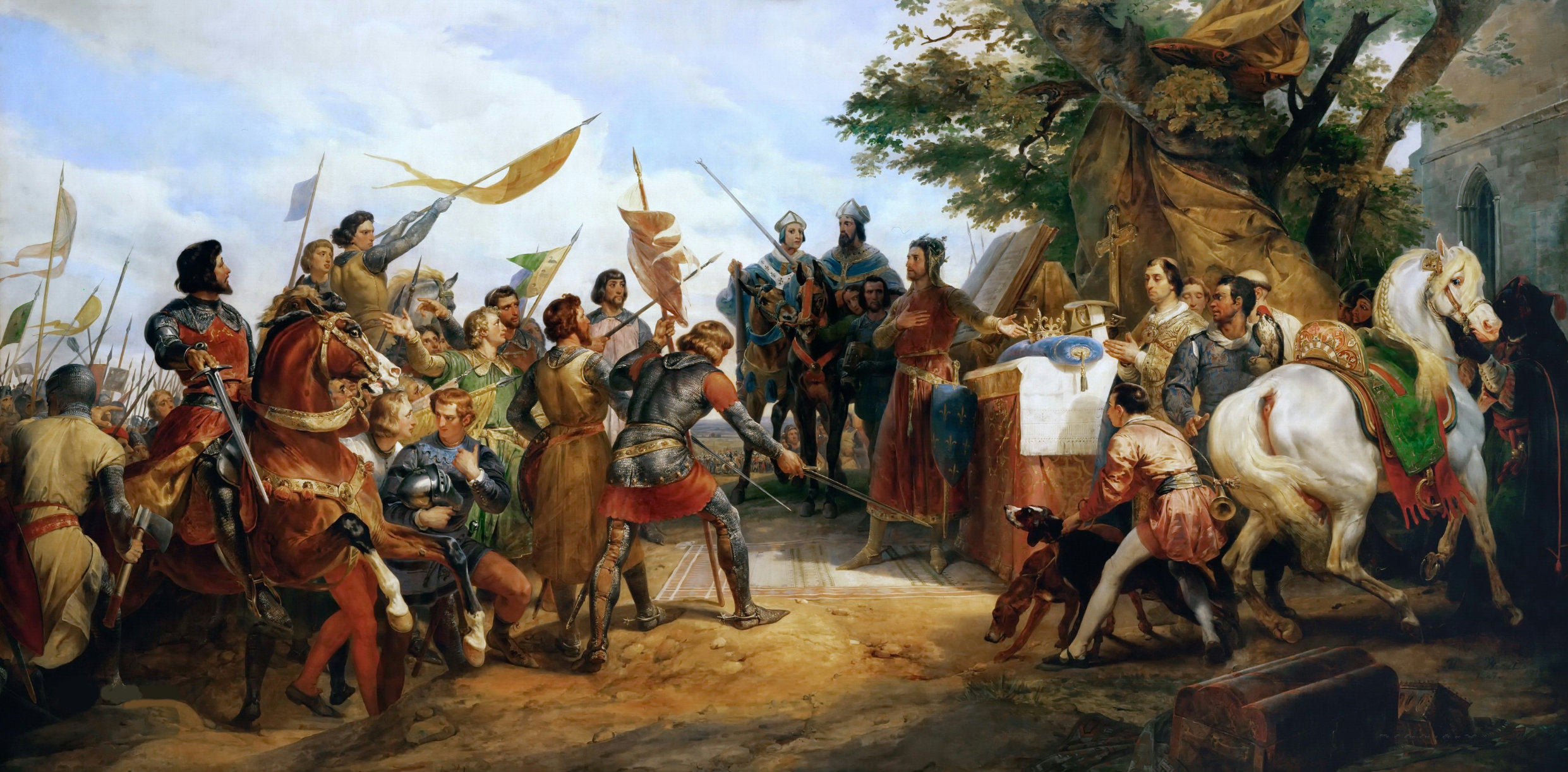
La bataille de Bouvines par Horace Vernet (1827).

- Horace Vernet peint le tableau Bataille de Bouvines, 27 juillet 1214 en 1827, il est visible dans la galerie des Batailles, au château de Versailles.
- Georges Mathieu peint également un tableau intitulé La Bataille de Bouvines, dans le style de l'abstraction lyrique, exposé au musée Georges Pompidou.
- Albert Decaris a réalisé, pour l'administration postale française, le dessin et la gravure en vue de l'émission en 1967 d'un timbre représentant Philippe Auguste à la bataille de Bouvines[32].

## Site classé
L'ensemble formé par le champ de bataille de Bouvines et ses abords, sur le territoire des communes d'Anstaing, Baisieux,
Bourghelles, Bouvines, Camphin-en-Pévèle, Chéreng, Cysoing, Fretin, Gruson, Louvil, Sainghin-en-Mélantois
et Wannehain est classé parmi les sites du département du Nord.

### Jeux de simulation historique

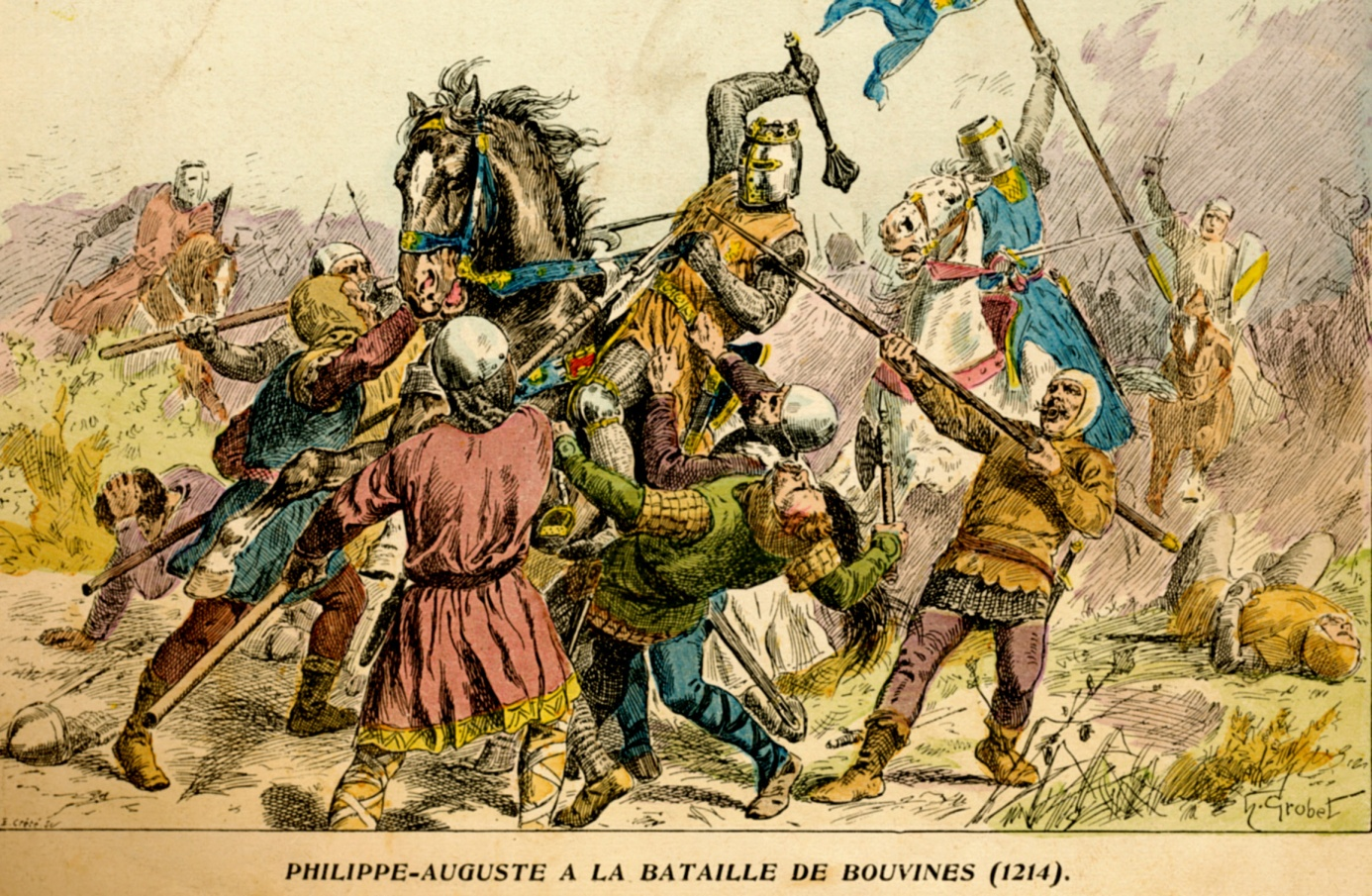
« Philippe Auguste à la bataille de Bouvines (1214) », illustration de Henri Grobet, 1902.

- Jeu de guerre (wargame papier) publié en magazine : Frédéric Bey, « Bouvines 1214 et Benevento 1266 », Vae Victis, au Fil de l’Épée no 45,‎ 2002.
- Jeu de guerre édité : Frédéric Bey, Épées souveraines : Bouvines 1214 et Worringen 1288, Ludifolie Éditions, 2012 (présentation en ligne).

### Filmographie
- Un épisode de la série télévisée Points de repères intitulé Bouvines, la France en péril a été diffusé sur Arte le 2 octobre 2016[35].